# Sanguanzhai (sockenhuvudort i Kina, Yunnan Sheng, lat 27,11, long 103,26)
Sanguanzhai är en sockenhuvudort i Kina. Den ligger i provinsen Yunnan, i den sydvästra delen av landet, omkring 230 kilometer norr om provinshuvudstaden Kunming. Antalet invånare är 29 297. Befolkningen består av 13 183 kvinnor och 16 114 män. Barn under 15 år utgör 26,0 %, vuxna 15-64 år 65 %, och äldre över 65 år 7,0 %.
Runt Sanguanzhai är det ganska tätbefolkat, med 149 invånare per kvadratkilometer. Närmaste större samhälle är Guji, 7,4 km norr om Sanguanzhai. I omgivningarna runt Sanguanzhai växer i huvudsak blandskog.
Genomsnittlig årsnederbörd är 1 022 millimeter. Den regnigaste månaden är juli, med i genomsnitt 230 mm nederbörd, och den torraste är december, med 5 mm nederbörd.